# Pantoporia vertenteni
Pantoporia vertenteni är en fjärilsart som beskrevs av Gustaaf Hulstaert 1924. Pantoporia vertenteni ingår i släktet Pantoporia och familjen praktfjärilar. Inga underarter finns listade i Catalogue of Life.